# 组胺受体
组胺受体是一类G蛋白偶联受体，它的主要内源性配体为组胺。组胺是一种参与各种生理过程的神经递质。组胺受体主要有H1、H2、H3和H4四种类型，其中H1受体与过敏反应有关，H2受体与胃酸调节有关，H3受体与神经递质释放调节有关，H4受体与免疫系统功能有关。